# Lars Fredrik Nilson
Pour les articles homonymes, voir Nilson.
Lars Fredrik Nilson (* 27 mai 1840 à Skönberga; † 14 mai 1899 à Stockholm) était un chimiste suédois.

## Biographie
Nilson étudia la chimie à l'université d'Uppsala. Il est connu pour avoir découvert l'élément chimique scandium, en 1879. Il isola pour la première fois du thorium pur et il détermina la masse atomique du béryllium.
Nilson était professeur à l'université d'Uppsala et à l'académie royale d'agriculture de Stockholm.

## Sources
- (de) Cet article est partiellement ou en totalité issu de l’article de Wikipédia en allemand intitulé « Lars Fredrik Nilson » (voir la liste des auteurs).